# Okřesaneč
Okřesaneč település Csehországban, a Kutná Hora-i járásban. Okřesaneč Skryje, Podmoky, Golčův Jeníkov, Hostovlice és Bratčice településekkel határos. Lakosainak száma 214 fő (2024. január 1.).

## Népesség
A település lakosságának változását az alábbi diagram mutatja:
| Lakosok száma | 387  | 399  | 424  | 346  | 258  | 191  | 195  | 191  | 193  | 214  |
|               | 1869 | 1890 | 1921 | 1950 | 1980 | 2001 | 2017 | 2019 | 2022 | 2024 |